# Lilian Jégou
Lilian Jégou (født 20. januar 1976) er en fransk tidligere professionel cykelrytter.